# Skórzec (gromada w powiecie siemiatyckim)
Skórzec – dawna gromada, czyli najmniejsza jednostka podziału terytorialnego Polskiej Rzeczypospolitej Ludowej w latach 1954–1972.
Gromady, z gromadzkimi radami narodowymi (GRN) jako organami władzy najniższego stopnia na wsi, funkcjonowały od reformy reorganizującej administrację wiejską przeprowadzonej jesienią 1954 do momentu ich zniesienia z dniem 1 stycznia 1973, tym samym wypierając organizację gminną w latach 1954–1972.
Gromadę Skórzec z siedzibą GRN w Skórcu utworzono – jako jedną z 8759 gromad – w powiecie siemiatyckim w woj. białostockim, na mocy uchwały nr 21/V WRN w Białymstoku z dnia 4 października 1954. W skład jednostki wszedł obszar dotychczasowej gromady Skórzec ze zniesionej gminy Pobikry, obszar dotychczasowej gromady Malec ze zniesionej gminy Kosiorki oraz obszar dotychczasowej gromady Czarkówka Duża ze zniesionej gminy Perlejewo w tymże powiecie. Dla gromady ustalono 13 członków gromadzkiej rady narodowej.
31 grudnia 1959 gromadę Skórzec zniesiono, włączając jej obszar do gromad Pobikry (wieś Skórzec Stary i kolonię Skórzec Nowy oraz obszar lasów państwowych Nadleśnictwa Rudka obejmujący oddziały 203—205), Perlejewo (wsie Czarkówka Mała i Czarkówka Duża) i Kosiorki (wieś Malec, resztówkę Malec i kolonię Podgajki).